# Hinterschneidung

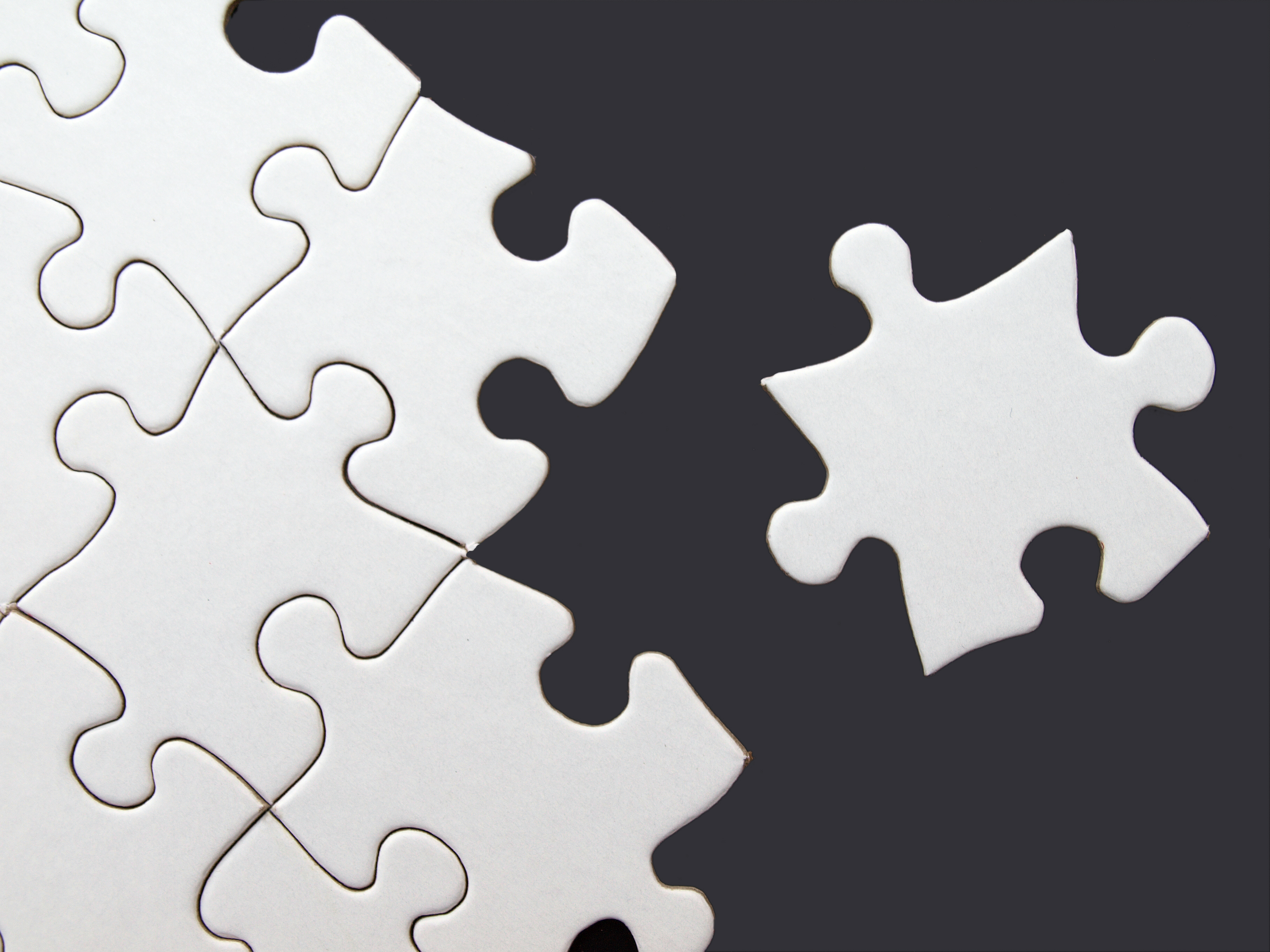
Eine bekannte und leicht zu verstehende Nutzanwendung einer Hinterschneidung ist das Puzzleteil: Die nach außen breiter werdende Zunge verhindert ein Herausrutschen, es besteht Formschluss.

Als Hinterschneidung bezeichnen Modellbauer und andere Gießereiarbeiter ein Konstruktionselement, das frei am Gussteil hervorsteht und damit verhindern kann, dass sich dieses aus seiner Gussform entfernen lässt. Auch in der künstlerischen Herstellung von Profilen, Reliefen oder Skulpturen wird der Ausdruck entsprechend verwendet.
Während im Guss eine Hinterschneidung ein großes technisches Problem darstellt, dient es bei der Oberflächengestaltung dazu, die Schattenwirkung zu erhöhen.

## Gusstechnik
Eine Hinterschneidung kann z. B. ein Nocken sein, der aus einem Kurbelgehäuse eines Motorblocks hervorsteht. Dieses Formelement verhindert, dass ein Modell sich aus einer Sandform entnehmen lässt (Entformen). Dieses Problem tritt auch bei der Arbeit mit Dauerformen auf, allerdings lässt sich hier das Gussteil nicht entnehmen.

### Konstruktive Änderung
Der Modellbauer muss bei der Fertigung eines Modells darauf achten, Hinterschneidungen zu vermeiden. Dies kann durch eine veränderte Form erreicht werden. In diesem Fall wird der hervorstehende Teil als Rippe bis auf die Ebene zwischen „Oberkasten“ und „Unterkasten“ (Teilungsebene) gezogen. Die Umwandlung in eine Rippe stellt auch eine Lösung beim Arbeiten mit Dauerformen dar.

### Änderung der Teilung
Ist es konstruktiv nicht möglich, eine Hinterschneidung zu verhindern, kann auch die Teilungsebene des Modells verändert (uneben ausgeführt) werden. Dies gestaltet sich allerdings unter Umständen sehr komplex und ist nicht immer möglich. Bei maschineller Fertigung mit Modellen oder Dauerformen kann eine „unebene“ Teilung einer Form oder eines Modells aber durchaus vorteilhaft sein. Es können auch Zwischenformen (sog. „Schieber“) Verwendung finden.

### Losteile
Bei einer Handfertigung der Gussform vor allem als Sandform wird zur Herstellung einer Hinterschneidung ein Losteil am Modell angebracht (es findet bei der Herstellung des Modells bereits Berücksichtigung). Dieser Teil bleibt bei der Entnahme des Modells aus der fertigen Form zunächst in der entstandenen Form, es löst sich also vom Modell. In einem weiteren Arbeitsschritt muss/müssen dann das/die Losteil(e) aus der Form entnommen werden, ohne die Form an sich zu beschädigen. Nicht selten werden diese Teile des Modells in der Form vergessen oder gehen auf andere Weise verloren.

### Einziehen der Teile
Bei maschineller Fertigung und hohen Stückzahlen ist ein Eingriff eines Arbeiters eher unerwünscht. Daher werden Modelle mit Hinterschneidungen mit pneumatischer Steuerung ausgeführt. Bevor das Modell aus der Form entfernt wird, werden die hervorstehenden Teile des Modells nach innen gezogen und eine Beschädigung der Form verhindert. Bei Dauerformen wird das Entnehmen des Gussteils erst ermöglicht.

### Verlorenes Modell
Bei geringer Stückzahl und entsprechender manueller Fertigung der Formen oder nicht vermeidbaren Hinterschneidungen bei Teilen, die in großer Stückzahl gegossen werden, wird ein Verlorenes Modell erstellt. Hier spielt die Hinterschneidung für das Entformen keine Rolle. Verlorene Modelle bestehen häufig aus Polystyrol, im Kunstguss aus Wachs.
Das verlorene Modell wird:
1. entweder bei der Entnahme ganz oder zum großen Teil zerstört
2. durch Verbrennen des Modells in der Form zerstört
3. durch den Gussvorgang verdampft, wenn das flüssige Metall die Form füllt.

### Vermeidung bei der Konstruktion
Erfahrene Konstrukteure lassen schon bei der Planung eines Werkstücks die Problematik der Hinterschneidung einfließen und vermeiden Hinterschneidungen schon in der Entwurfsphase.
Moderne 3-D-Druckverfahren mit Sand ermöglichen jedoch die Herstellung von komplexen Modellen mit unzähligen Hinterschneidungen. Im Prototyping und der Kleinserie findet diese Technologie in jüngster Zeit immer mehr Beachtung. Der große Vorteil gegenüber der klassischen Formgebung besteht in der schnelleren Reaktionszeit bei Änderungen am Modell, welche im weiteren Prozess notwendig werden können. Da einfaches Ändern der 3-D-Daten und die Erstellung eines neuen Kern- oder Formpaketes innerhalb eines Tages abgeschlossen sind, ergeben sich hieraus neue Perspektiven für alle Bereiche.